# Giải vô địch bóng đá thế giới các câu lạc bộ 2001
Giải vô địch bóng đá thế giới các câu lạc bộ (tiếng Anh: 2001 FIFA Club World Championship) là một giải đấu bóng đá được tổ chức bởi FIFA được dự định diễn ra tại Tây Ban Nha từ ngày 28 tháng 7 tới ngày 12 tháng 8 năm 2001. Đây đáng ra sẽ là phiên bản thứ hai của Giải vô địch bóng đá thế giới các câu lạc bộ, sau lần đầu tổ chức một năm trước, nhưng đã bị hủy do nhiều lý do như đối tác truyền thông của FIFA là ISL bị phá sản. FIFA dự định hoãn giải đấu đến năm 2003.

## Các đội tham dự
Các câu lạc bộ được mời tham dự giải 2001 là:
| Đội                           | Liên đoàn | Lọt vào với tư cách                                         |
| ----------------------------- | --------- | ----------------------------------------------------------- |
| Deportivo La Coruña (Chủ nhà) | UEFA      | Vô địch La Liga 1999–2000                                   |
| Real Madrid                   | UEFA      | Vô địch UEFA Champions League 1999–2000                     |
| Galatasaray                   | UEFA      | Vô địch UEFA Cup 1999–2000 và Siêu cúp bóng đá châu Âu 2000 |
| Boca Juniors                  | CONMEBOL  | Vô địch Copa Libertadores 2000                              |
| Palmeiras                     | CONMEBOL  | Vô địch Copa Libertadores 1999                              |
| Los Angeles Galaxy            | CONCACAF  | Vô địch CONCACAF Champions' Cup 2000                        |
| Olimpia                       | CONCACAF  | Á quân CONCACAF Champions' Cup 2000                         |
| Hearts of Oak                 | CAF       | Vô địch CAF Champions League 2000                           |
| Zamalek                       | CAF       | Vô địch African Cup Winners' Cup 2000                       |
| Al-Hilal                      | AFC       | Vô địch Siêu cúp bóng đá châu Á 2000                        |
| Júbilo Iwata                  | AFC       | Vô địch Siêu cúp bóng đá châu Á 1999                        |
| Wollongong Wolves             | OFC       | Vô địch Oceania Club Championship 2001                      |

## Địa điểm
Các địa điểm sau được dự định sử dụng cho giải đấu:
| Madrid                               | Madrid                               |
| ------------------------------------ | ------------------------------------ |
| Sân vận động Santiago Bernabéu       | Sân vận động Vicente Calderón        |
| Sức chứa: 85.000                     | Sức chứa: 54.907                     |
|                                      |                                      |
| A CoruñaMadridSantiago de Compostela |                                      |
| A Coruña                             | Santiago de Compostela               |
| Sân vận động Riazor                  | Sân vận động Multiusos de San Lazaro |
| Sức chứa: 32.660                     | Sức chứa: 12.000                     |
|                                      |                                      |

## Vòng bảng

### Bảng A
- Boca Juniors
- Deportivo de La Coruña
- Wollongong Wolves
- Zamalek

| Boca Juniors | Hủy bỏ | Deportivo La Coruña |
| ------------ | ------ | ------------------- |
|              |        |                     |

| Wollongong Wolves | Hủy bỏ | Zamalek |
| ----------------- | ------ | ------- |
|                   |        |         |

| Deportivo La Coruña | Hủy bỏ | Wollongong Wolves |
| ------------------- | ------ | ----------------- |
|                     |        |                   |

| Zamalek | Hủy bỏ | Boca Juniors |
| ------- | ------ | ------------ |
|         |        |              |

| Boca Juniors | Hủy bỏ | Wollongong Wolves |
| ------------ | ------ | ----------------- |
|              |        |                   |

| Deportivo La Coruña | Hủy bỏ | Zamalek |
| ------------------- | ------ | ------- |
|                     |        |         |

### Bảng B
- Al-Hilal
- Galatasaray
- Olimpia
- Palmeiras

| Palmeiras | Hủy bỏ | Olimpia |
| --------- | ------ | ------- |
|           |        |         |

| Galatasaray | Hủy bỏ | Al-Hilal |
| ----------- | ------ | -------- |
|             |        |          |

| Olimpia | Hủy bỏ | Galatasaray |
| ------- | ------ | ----------- |
|         |        |             |

| Al-Hilal | Hủy bỏ | Palmeiras |
| -------- | ------ | --------- |
|          |        |           |

| Palmeiras | Hủy bỏ | Galatasaray |
| --------- | ------ | ----------- |
|           |        |             |

| Olimpia | Hủy bỏ | Al-Hilal |
| ------- | ------ | -------- |
|         |        |          |

### Bảng C
- Hearts of Oak
- Júbilo Iwata
- Los Angeles Galaxy
- Real Madrid

| Real Madrid | Hủy bỏ | Júbilo Iwata |
| ----------- | ------ | ------------ |
|             |        |              |

| Hearts of Oak | Hủy bỏ | Los Angeles Galaxy |
| ------------- | ------ | ------------------ |
|               |        |                    |

| Júbilo Iwata | Hủy bỏ | Hearts of Oak |
| ------------ | ------ | ------------- |
|              |        |               |

| Los Angeles Galaxy | Hủy bỏ | Real Madrid |
| ------------------ | ------ | ----------- |
|                    |        |             |

| Real Madrid | Hủy bỏ | Hearts of Oak |
| ----------- | ------ | ------------- |
|             |        |               |

| Júbilo Iwata | Hủy bỏ | Los Angeles Galaxy |
| ------------ | ------ | ------------------ |
|              |        |                    |

## Vòng loại trực tiếp

### Bán kết
| Nhất bảng A | Hủy bỏ | Nhất bảng B |
| ----------- | ------ | ----------- |
|             |        |             |

| Nhất bảng C | Hủy bỏ | Nhì bảng xuất sắc nhất |
| ----------- | ------ | ---------------------- |
|             |        |                        |

### Tranh hạng ba
| Thua trận 19 | Hủy bỏ | Thua trận 20 |
| ------------ | ------ | ------------ |
|              |        |              |

### Chung kết
| Thắng trận 19 | Hủy bỏ | Thắng trận 20 |
| ------------- | ------ | ------------- |
|               |        |               |